# Verwaltungsgemeinschaft Rott am Inn
Die Verwaltungsgemeinschaft Rott am Inn (amtlich: Rott a.Inn) ist eine 1978 gegründete Verwaltungsgemeinschaft im oberbayerischen Landkreis Rosenheim und umfasst seit 1986 folgende Gemeinden:
1. Ramerberg, 1390 Einwohner, 8,09 km²
2. Rott a.Inn, 4165 Einwohner, 19,57 km²[2]

Sitz der Verwaltungsgemeinschaft ist Rott am Inn.
Maßgeblich beteiligt an der Entstehung der Verwaltungsgemeinschaft war der Bürgermeister der kleinen Gemeinde Ramerberg, Rupert Schärfl, dem es mit diesem Konstrukt gelang die Selbständigkeit seiner Gemeinde über die Gebietsreform hinweg zu erhalten.
Das ursprünglich dritte Mitglied, die Gemeinde Griesstätt, wurde mit Wirkung ab 1. Januar 1986 entlassen und hat seither als Einheitsgemeinde eine eigene Verwaltung.

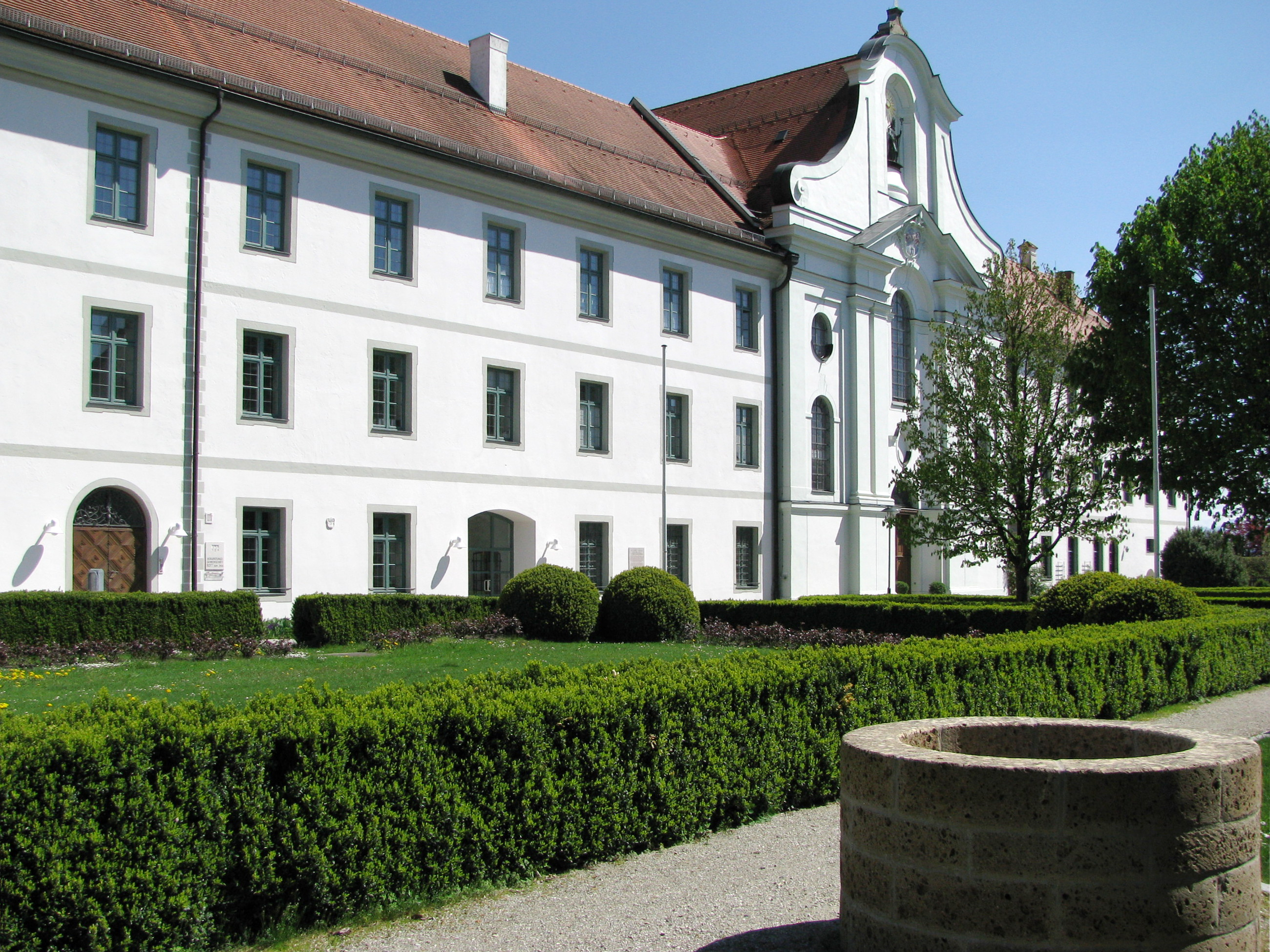
Dienstsitz (Klostergebäude)